# 1568 en littérature
| Années de la littérature : 1565 - 1566 - 1567 - 1568 - 1569 - 1570 - 1571    |
| Décennies de la littérature : 1530 - 1540 - 1550 - 1560 - 1570 - 1580 - 1590 |

Cet article présente les faits marquants de l'année 1568 en littérature.

## Événements
- Bernal Díaz del Castillo termine la rédaction de Verdadera Historia de la Conquista de la Nueva-España (« Histoire véridique de la conquête de la Nouvelle-Espagne »). L'ouvrage est envoyé en Espagne en 1575, mais n'est publié à Madrid qu'en 1632[1].

## Parutions
- 5 octobre : Matthew Parker, archevêque de Cantorbéry, présente un exemplaire de la Bible des Évêques spécialement relié pour la reine Élisabeth Ire[2].
- 11 novembre : Paul Manuce reçoit un privilège pour imprimer le bréviaire, issu du concile de Trente[3].

- Élégie sur le trépas d'Anne de Montmorency, avec un panégiric latin, et une ode françoise sur le désastre de la France, premier ouvrage de François d'Amboise, est imprimé à Paris chez Philippe Gaultier de Rouillé[4].
- Porcie, tragédie de Robert Garnier, est publiée à Paris chez Robert Estienne[5].

## Décès
- 23 décembre : Roger Ascham, écrivain et pédagogue anglais, renommé pour l'élégance de son style latin (né vers 1515).